# Rorgon I (hrabia Maine)
Rorgon I, zwany też Rorigon, Rorico, Roricon, Rorgo, Rorich (zm. 16 czerwca 839 lub 840) – hrabia Rennes i pierwszy hrabia Maine, syn Gauzlina I i Adeltrudy.
Był dworzaninem Karola Wielkiego. Miał romans z jego córką Rotrudą. Miał z nią co najmniej jednego nieślubnego syna, Ludwika, opata Saint-Denis i kanclerza króla Karola II Łysego. Możliwe, że mieli również nieślubną córkę, Adeltrudę, która poślubiła hrabiego Owernii Geralda I.
W 819 r. cesarz Ludwik I Pobożny nadał Rorgonowi hrabstwo Rennes. W 824 r. hrabia ufundował opactwo Saint-Maur de Glanfeuil. W 832 r. został hrabią Maine. Nekrologi opactwa Saint-Denis przekazały datę jego śmierci, ale nie doprecyzowały w którym roku ona nastąpiła.
Żoną Rorgona była Bilichilda. Hrabia miał z nią trzech synów i prawdopodobnie jedną córkę:
- Rorgon II (zm. 865), hrabia Maine
- Gosfrid (zm. 878), hrabia Maine
- Gozlin (zm. 16 kwietnia 886), biskup Paryża
- nieznana z imienia córka, żona Bernarda z Poitou